# Riccardo Salvino
Riccardo Salvino, pseudonimo di Salvatore Caronia (Palermo, 29 marzo 1944 – Roma, 12 gennaio 1999), è stato un attore italiano.

## Biografia
A partire dagli anni settanta è stato un caratterista molto presente nel cinema italiano. Famoso inizialmente per ruoli da coprotagonista in thriller e commedie sexy, come Il tuo vizio è una stanza chiusa e solo io ne ho la chiave di Sergio Martino, è poi passato al poliziottesco, come Quelli della calibro 38 di Massimo Dallamano, oppure La polizia è sconfitta di Domenico Paolella. Negli anni ottanta le sue apparizioni sono diventate sempre più rare, fino al ritiro dalle scene. Muore a 54 anni il 12 gennaio 1999.

## Filmografia

### Cinema
- Il magnaccio, regia di Franco De Rosis (1969)
- Probabilità zero, regia di Maurizio Lucidi (1969)
- Rangers: attacco ora X, regia di Roberto Bianchi Montero (1970)
- Una spada per Brando, regia di Alfio Caltabiano (1970)
- La lunga spiaggia fredda, regia di Ernesto Gastaldi (1971)
- Le pistolere, regia di Christian-Jaque (1971)
- Il tuo vizio è una stanza chiusa e solo io ne ho la chiave, regia di Sergio Martino (1972)
- Forza "G", regia di Duccio Tessari (1972)
- Un modo di essere donna, regia di Pier Ludovico Pavoni (1973)
- Partirono preti, tornarono... curati, regia di Bianco Manini (1973)
- Travolti da un insolito destino nell'azzurro mare d'agosto, regia di Lina Wertmüller (1974)
- La moglie giovane, regia di Giovanni D'Eramo (1974)
- Madeleine... anatomia di un incubo, regia di Roberto Mauri (1974)
- Caccia al montone, regia di Gérard Pirès (1975)
- Gli amici di Nick Hezard, regia di Fernando Di Leo (1976)
- Quelli della calibro 38, regia di Massimo Dallamano (1976)
- Emanuelle in America, regia di Joe D'Amato (1977)
- Colori mimetici, regia di Krzysztof Zanussi (1977)
- La polizia è sconfitta, regia di Domenico Paolella (1977)
- Il ginecologo della mutua, regia di Joe D'Amato (1977)
- Assisi Underground, regia di Alexander Ramati (1985)
- La cintura, regia di Giuliana Gamba (1990)
- Miliardi, regia di Carlo Vanzina (1991)

### Televisione
- La porta sul buio – serie TV, episodio 4 (1973)
- Gli indifferenti, regia di Mauro Bolognini – miniserie TV (1988)
- Due fratelli, regia di Alberto Lattuada – miniserie TV (1988)
- I giudici - Excellent Cadavers, regia di Ricky Tognazzi – film TV (1999)